# Soldanella pirinica
Soldanella pirinica är en viveväxtart som beskrevs av F.K. Meyer. Soldanella pirinica ingår i släktet alpklockor, och familjen viveväxter. Inga underarter finns listade i Catalogue of Life.